# Розрізні виробки
Виробки розрізні (рос. выработки разрезные, англ. opening workings, first workings; нім. Aufschlussort) — 
1. Виробки, з яких починаються роботи виймання та вилучення розкриву або видобутку корисної копалини у нових кар'єрах або на нових горизонтах діючих кар'єрів.
2. Підземні виробки, з яких починаються очисні роботи в кожному новому виїмковому полі (блоці, поверсі, панелі, ярусі і т. д.) шахти або рудника.